# Michał Olejniczak
Michał Olejniczak (ur. 31 stycznia 2001 w Gorzowie Wielkopolskim) – polski piłkarz ręczny, lewy rozgrywający. Od sezonu 2020/21 występuje w zespole PGE Kielce.

## Kariera sportowa
Wychowanek UKS-u Miś Gorzów Wielkopolski. W 2017, po pozytywnym przejściu egzaminów, został uczniem i zawodnikiem SMS-u Gdańsk. Pod koniec sezonu 2017/2018 zadebiutował w jego drugim zespole, występującym w II lidze (dwa spotkania i pięć goli). W sezonie 2018/2019 przeszedł do pierwszej drużyny gdańskiego klubu, pozostając jednocześnie aktywnym w drugiej drużynie. W I lidze zadebiutował 22 września 2018 w meczu z Jurandem Ciechanów (24:23), a pierwszego gola zdobył 6 października 2018 w spotkaniu z Sokołem Kościerzyną (35:27). Sezon 2018/2019 zakończył z 17 występami i 37 bramkami na koncie w I lidze.
W 2018 uczestniczył w mistrzostwach Europy U-18 w Chorwacji (15. miejsce), w których rozegrał siedem meczów i rzucił 17 bramek (skuteczność: 46%).
W grudniu 2018 został po raz pierwszy powołany przez trenera Piotra Przybeckiego na zgrupowanie reprezentacji Polski. W kadrze zadebiutował 12 grudnia 2018 w przegranym meczu towarzyskim z Niemcami (23:35), w którym zdobył jednego gola. W styczniu 2020 trener Patryk Rombel powołał go do 17-osobowej kadry Polski na mistrzostwa Europy. Nie został jednak zgłoszony do rozgrywek przed pierwszym meczem turnieju ze Słowenią. Do kadry dołączył przed drugim spotkaniem (ze Szwajcarią) w miejsce kontuzjowanego Przemysława Krajewskiego.

## Statystyki
| SMS II Gdańsk                   | 2017/2018 | II liga | 2  | 5  | 2,5 |
| SMS II Gdańsk                   | 2018/2019 | II liga | 11 | 44 | 4   |
| SMS Gdańsk                      | 2018/2019 | I liga  | 17 | 37 | 2,2 |
| Stan na koniec sezonu 2018/2019 |           |         |    |    |     |